# Adam Stanios
Adam Stanios (ur. 25 maja 1932 roku w Makowie, zm. 25 grudnia 2007 w Radomiu) – polski ksiądz, protonotariusz apostolski.
Posługę kapłańską w Radomiu rozpoczął jako wikariusz w parafii Świętego Jana. W 1965 roku związał się z początkowo punktem katechetyczno-duszpasterskim, a później kaplicą przy ulicy Struga. Został pierwszym proboszczem parafii utworzonej w tej okolicy. Wraz ze wspólnotą mieszkańców wzniósł świątynię Matki Bożej Miłosierdzia. Był również jednym z inicjatorów utworzenia Centrum Młodzieżowego "Arka" w Radomiu. Z okazji jubileuszu 75. urodzin księdza Staniosa parafianie opracowali książkę: "Sługa Miłosiernej Matki - ks. Adam Stanios", w której on sam opowiada o swoim życiu. Zmarł w nocy w pierwszy dzień Świąt Bożego Narodzenia (25 grudnia 2007).
Imieniem ks. Adama Staniosa nazwano ulicę prowadząca od ul. Miłej w kierunku kościoła Matki Bożej Miłosierdzia w Radomiu.

## Uroczystości żałobne
28 grudnia ciało zostało eksportowane do kościoła Matki Bożej Miłosierdzia przy ul. Miłej, gdzie Mszę Świętą odprawił ks. bp Marian Zimałek. Po niej rozpoczęło się czuwanie modlitewne uwieńczone Nieszporami żałobnymi. O godz. 20:00 tego samego dnia odbyła się Msza Święta, której przewodniczył ks. bp Zygmunt Zimowski, a zakończona została apelem jasnogórskim o godz. 21.00. W sobotę 29 grudnia o 11.00 oprawiano Mszę w kościele na Miłej. Po niej przewieziono ciało i pochowano w grobie na cmentarzu rzymskokatolickim przy ul. Limanowskiego w Radomiu.